# Symfonische Fantasie (Bowen)
York Bowen componeerde zijn Symfonische Fantasie, vlak nadat hij op zijn zeventiende jaar een 1e symfonie had geschreven. Een paar jaar daarna componeerde hij zijn 2e symfonie maar daarna werd het een tijd stil rond symfonieën. Pas 45 jaar later volgde nummer drie. Bowen was veel meer thuis in de kamermuziek en muziek voor piano al dan niet met begeleiding, waarbij hij de nadruk legde op virtuositeit.

## Compositie
De Symfonische Fantasie heeft Bowen gecomponeerd toen hij slechts 21 jaar was. Ten opzichte van het volgend werk dat hij componeerde (2e pianoconcert) klinkt dit werk volwassener en beter in balans. Het is een symfonisch gedicht maar dan zonder programma. Hans Richter, toch niet de minste dirigent, dirigeerde niet alleen de première op de Proms van 15 februari 1906 in de Queen’s Hall, maar ook later met het Hallé Orchestra in Manchester, hetgeen een aanwijzing is voor de kwaliteiten van dit jeugdig werk.
De latere Britse topdirigent Adrian Boult moest er toen niets van weten, maar werd later wel een promotor van de muziek van Bowen.
Het hele werk van 33 minuten is geschreven in de romantische stijl en bestaat maar uit één deel. Toch zijn er secties aangegeven waar de muziek qua stemming (sfeer) wijzigt:
1. Lento (ma non troppo);
2. Allegro molto;
3. Molto meno mosso (moderato) – appassionato – Lento espressivo;
4. Allegro con spirito;
5. Piu mosso.

## Bron en discografie
- Uitgave Dutton Epoch; BBC Concert Orchestra o.l.v. Vernon Handley.